# Gymnangium exsertum
Gymnangium exsertum är en nässeldjursart som först beskrevs av Wilfrid Arthur Millard 1962.  Gymnangium exsertum ingår i släktet Gymnangium och familjen Aglaopheniidae. Inga underarter finns listade i Catalogue of Life.